# Frank Lupo
Frank Lupo (* 22. Januar 1955 in Brooklyn, New York; † 18. Februar 2021 in The Villages, Florida) war ein US-amerikanischer Drehbuchautor und Filmproduzent.

## Leben und Karriere
Lupo wurde 1955 in New York City geboren. Er besuchte die Abraham Lincoln High School und die New School in Manhattan.
Mitte der 1970er Jahre ging Lupo nach Los Angeles, wo er eine Stelle bei Universal Television erhielt, und Drehbücher für Fernsehserien schrieb. Dort lernte er den Produzenten Stephen J. Cannell kennen. Beide schufen zusammen mehrere Serien wie Das A-Team, Hunter, Trio mit vier Fäusten und Kampf gegen die Mafia. Lupo war auch häufig als Produzent der Serien tätig. Er produzierte unter anderem auch den Spielfilm Das Ende einer Odyssee - Galactica III. Auch die Serie Raven mit Jeffrey Meek und Lee Majors in den Hauptrollen wurde von ihm konzipiert.
Er starb am 18. Februar 2021 im Alter von 66 Jahren in einem Krankenhaus in The Villages, Florida. Er war verheiratet und Vater einer Tochter.

## Filmografie (Auswahl)
Drehbuchautor
- 1978: Sword of Justice (Fernsehserie, 1 Episode)
- 1978: Kampfstern Galactica (Battlestar Galactica, Fernsehserie, 1 Episode)
- 1979: B.J. und der Bär (B.J. and the Bear, Fernsehserie, 3 Episoden)
- 1981: Magnum (Magnum, P.I., Fernsehserie, 2 Episoden)
- 1983: Das A-Team (The A-Team, Fernsehserie, 20 Episoden)
- 1984–1985: Hunter (Fernsehserie, 8 Episoden)
- 1984–1986: Trio mit vier Fäusten (Riptide, Fernsehserie, 3 Episoden)
- 1987: Kampf gegen die Mafia (Wiseguy, Fernsehserie, 1 Episode)
- 1987: Der Werwolf kehrt zurück (Werewolf, Fernsehserie, 1 Episode)
- 1988: Zeit des Grauens (Something Is Out There, Miniserie, 2 Episoden)
- 1990: Der Richter aus dem Jenseits (Dark Avenger, auch Metal Face – Der mit der Stahlmaske, Fernsehfilm)
- 1992: Raven (Fernsehserie, 1 Episode)
- 1993: Walker, Texas Ranger (Fernsehserie, 2 Episoden)
- 1997: Raven – Die Rückkehr der schwarzen Drachen (Raven: Return of the Black Dragons, Fernsehfilm)
- 2000: Adrenaline Run (Fernsehfilm)

Producer
- 1980: Kampfstern Galactica 1980 (Galactica 1980, Fernsehserie, 10 Episoden)
- 1980: Das Ende einer Odyssee - Galactica III (Conquest of the Earth, Fernsehfilm)
- 1980–1981: Sheriff Lobo (The Misadventures of Sheriff Lobo, Fernsehserie, 13 Episoden)

(Co-)Executive Producer
- 1983–1987: Das A-Team (The A-Team, Fernsehserie, 97 Episoden)
- 1984–1986: Hunter (Fernsehserie, 42 Episoden)
- 1984–1986: Trio mit vier Fäusten (Riptide, Fernsehserie, 9 Episoden)
- 1987–1988: Der Werwolf kehrt zurück (Werewolf, Fernsehserie, 26 Episoden)
- 1987: Stingray (Fernsehserie, 8 Episoden)
- 1988: Zeit des Grauens (Something Is Out There, Miniserie, 2 Episoden)
- 1989: Hardball (Fernsehserie, 2 Episoden)
- 1990: Der Richter aus dem Jenseits (Dark Avenger, Fernsehfilm)
- 1992–1993: Raven (Fernsehserie, 6 Episoden)
- 1993–1994: Walker, Texas Ranger (Fernsehserie, 23 Episoden)
- 2000: Adrenaline Run (Fernsehfilm)